# Clima da Rússia

Koppen-Geiger Climas da Rússia

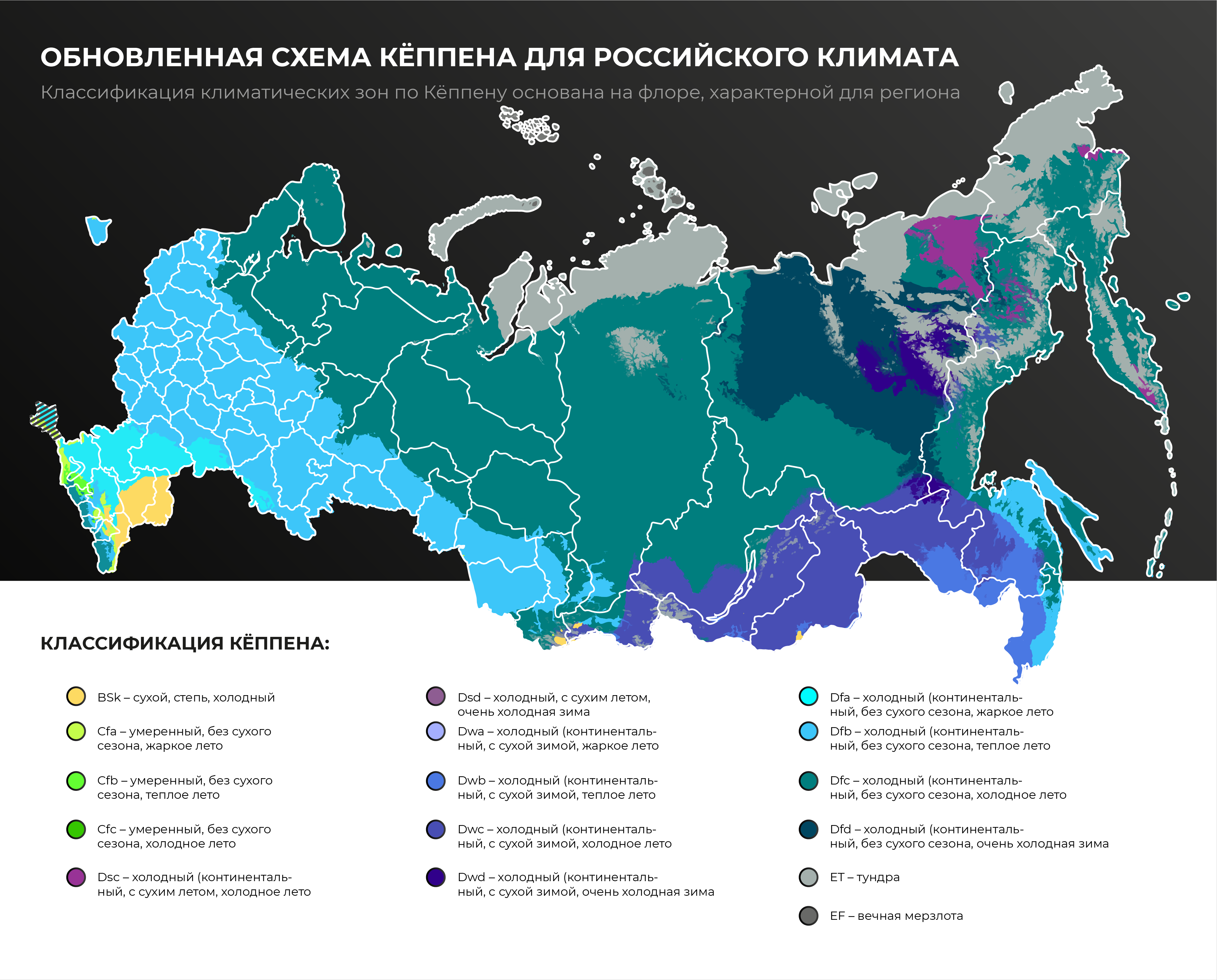
Clima da Rússia considerando Criméia.

O Clima da Rússia é tão diversificado quanto seu vasto território. Desde as regiões árticas e subárticas do norte até as estepes e desertos do sul, a Rússia oferece uma ampla variedade de condições climáticas. Essa diversidade climática desempenha um papel importante na vida e na cultura dos russos, moldando suas atividades diárias, a agricultura, a economia e até mesmo a história do país.
A Rússia, o maior país do mundo em extensão territorial, abrange uma vasta área que se estende por grande parte da Europa Oriental e da Ásia. Como resultado de sua enorme extensão e variada geografia, a Rússia experimenta uma grande diversidade de condições climáticas em todo o seu território. Desde o Ártico até as estepes e florestas temperadas, o clima russo é influenciado por uma variedade de fatores geográficos, como latitude, altitude, proximidade com corpos de água e padrões de circulação atmosférica.

## Clima ÁrticoeSubártico
No extremo norte da Rússia, nas vastas planícies da Sibéria e na península de Kola, o clima é predominantemente ártico e subártico. Os invernos são longos, rigorosos e extremamente frios, com temperaturas médias frequentemente abaixo de zero. Durante os meses de verão, o clima pode ser fresco, com temperaturas moderadas, mas as temperaturas médias anuais permanecem baixas. Esta região é caracterizada por vastas extensões de tundra, permafrost e uma vegetação adaptada ao clima frio.

## Clima Continental Úmido
Grande parte da Rússia europeia e parte da Sibéria experimentam um clima continental úmido. Esta região é caracterizada por invernos frios e nevados e verões quentes e úmidos. As temperaturas podem variar consideravelmente ao longo do ano, com grandes amplitudes térmicas diárias e sazonais. Precipitação moderada a alta é comum, com chuvas e neve distribuídas ao longo do ano. As estações intermediárias, como a primavera e o outono, podem ser curtas e instáveis.

## Clima Temperado
No extremo oeste da Rússia, ao longo da costa do Mar Báltico e na região do Cáucaso, o clima é mais temperado devido à influência moderadora dos oceanos. Os invernos são mais suaves e os verões são mais frescos em comparação com outras partes da Rússia. As estações são mais bem definidas, com verões agradáveis e invernos relativamente amenos. A precipitação é distribuída de forma mais uniforme ao longo do ano, com uma tendência para chuvas mais frequentes no verão.

## Clima SemiáridoeDesértico
Na região do sul da Rússia, perto do Mar Cáspio e do Mar Negro, o clima é semiárido e desértico. Os verões são quentes e secos, com temperaturas frequentemente superiores a 30°C, enquanto os invernos são mais amenos, com temperaturas médias variando de 0°C a 10°C. A precipitação é escassa, especialmente durante os meses de verão, o que resulta em condições áridas e semiáridas.